# Loubetsi
Loubetsi est une ville de la République du Congo, dans la région du Niari. Elle a été, avec Boko et Kolo, l'un des centres de diffusion de la religion protestante au Congo. Sa population voisine les 2 000 habitants.